# Macroscepis urceolata
Macroscepis urceolata là một loài thực vật có hoa trong họ La bố ma. Loài này được H.Karst. mô tả khoa học đầu tiên năm 1866.